# テンジクダイ
テンジクダイ（天竺鯛、学名: Apogon lineatus）は、スズキ目スズキ亜目テンジクダイ科に属する魚類。

## 呼称
関西、岡山・広島県の備後地方では「ねぶと」（広島県の備後地方以外「ねぶとじゃこ」）とよばれ、他に「いしもち」（岡山、香川）、「めぶと」（岡山県の一部地域）、「めんぱち」（広島県の一部地域）などがある。

## 分布・生息域
日本など太平洋北西部を中心に分布する。分布域は広く北海道噴火湾以南から台湾、中国、フィリピンなどに分布が広がる。この種は内湾から水深100メートル付近の砂泥底に生息し、あまり浅いところや岩礁域、漁港などではあまり見られない。大きな大群で沖合いを回遊しながら生息していると思われる。そのため、一般の人が目にする機会が少ない種であるが、意外なことに東京湾内は本種が生息している。船釣りで外道として釣れることも少ない。本科で有名なネンブツダイとは対照的である。

## 生態
最大体長は10センチメートルほどで小型魚類である。体色は淡黄色で、体側に暗色の細い横帯が10本近くある。背びれ棘の上縁部が暗色。同類のネンブツダイと比べ色合いが地味で目立ちにくく、意外と数も多く捕獲されているが知らない人も多い。比較的沖合いの深い所を好むため目にすることが少ない。そのためか、生きている姿も普段見ることもない。本種は夜行性である。親魚が受精卵を孵化するまで口にくわえて保護する、いわゆるマウスブルーダーを行う。卵の保護は雄が行うと推測されている。

## 人との関わり
日本においては底引き網によって漁獲され、マトイシモチ（Ocellate cardinalfish、A. carinatus）などと共に食用とされる。関西や瀬戸内海沿岸では唐揚げ、南蛮漬け、天ぷら、愛媛県ではじゃこ天などで食べられる。